# 齊埃齊峰

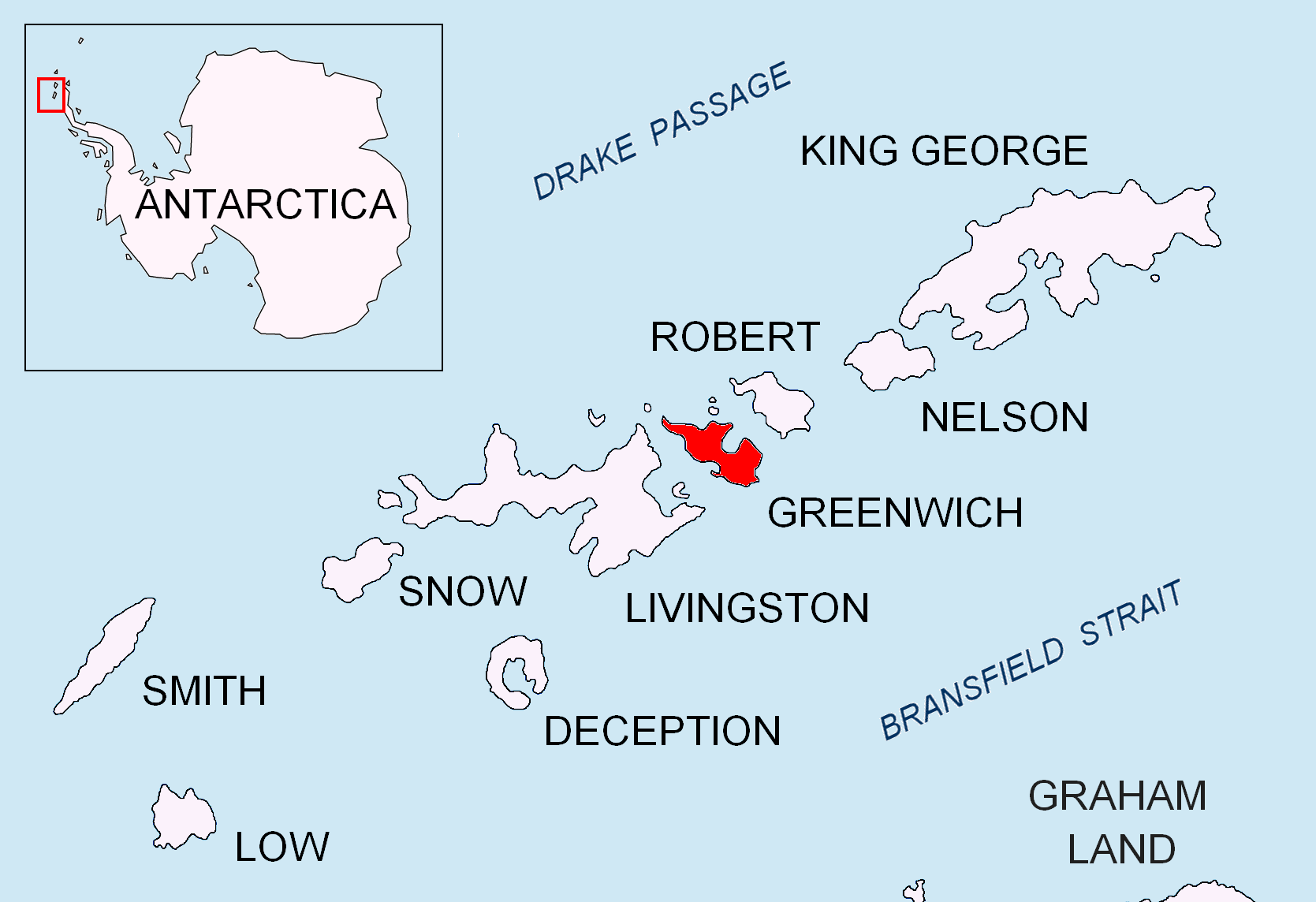

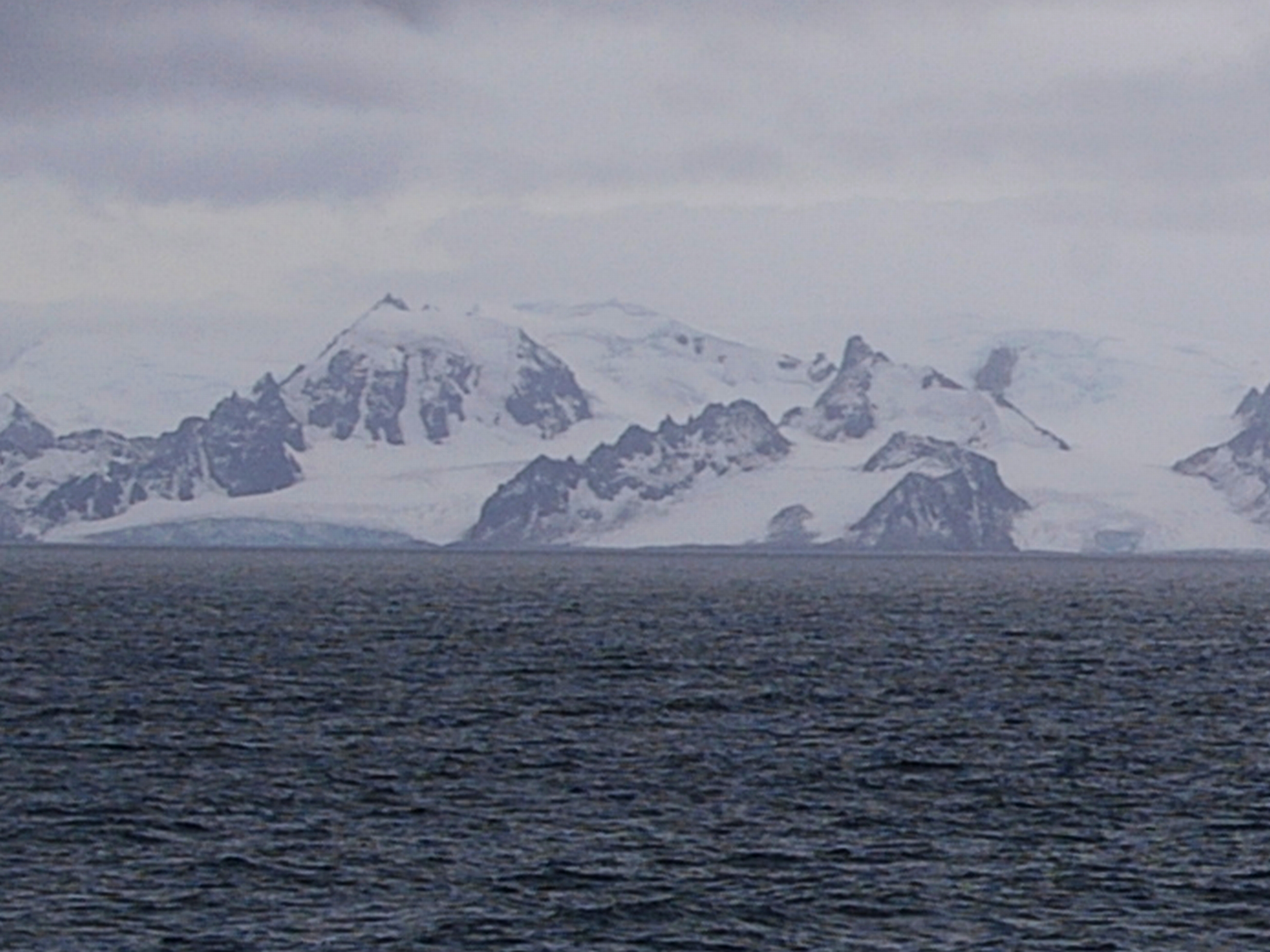

齊埃齊峰是南極洲的山峰，位於南設得蘭群島中格林尼治島東南部，是布雷茲尼克高地的一部分，處於維斯基亞爾嶺以東1.35公里、德蘭戈夫峰以南0.5公里和科爾梅西峰以西0.43公里。

## 外部連結
- SCAR Composite Gazetteer of Antarctica（页面存档备份，存于）.